# Feliciano (historieta)
Feliciano es un personaje de historieta español de Vázquez, protagonista de la serie homónima. La primera página del personaje se publicó en 1966 pero no tuvo continuidad hasta que en 1969 lo retomó cambiando su aspecto para la revista Gran Pulgarcito. La característica fundamental de Feliciano es su absurda y superlativa buena suerte.

## Trayectoria editorial
La suerte (o más bien la falta de ella) había sido una constante de la obra de Vázquez desde sus inicios; no en vano, había creado a Mr. Lucky, ya en 1947.
El personaje de Feliciano vio la luz en el número 1810 (1966) de la revista Pulgarcito, pero no tuvo éxito.
En 1969, con algunos cambios gráficos, el autor recuperó el personaje para la revista Gran Pulgarcito, siendo uno de los tres personajes realizados por el autor para dicha publicación junto a Don Polillo y La Abuelita Paz.
A mediados de 1969 Vázquez empezó a dejar de entregar sus páginas, por lo que a partir del número 38 de la revista las historietas están realizadas por Torá. Como curiosidad, este dibujante insertó comentarios en las historietas acerca de las ausencias de Vázquez hasta el punto de que en el número 46 le hace sufrir una serie de desgracias impropias de su condición, hasta que al final se revela que la revista ha sido vendida a una editorial que exige que la serie vire hacia el infortunio de sus personajes. El personaje vuelve a aparecer del lápiz de Torá una vez más en el número 57, mientras que en el número 60 se reutiliza la historieta original de 1966.

## Argumento y personajes
La característica diferenciadora de Feliciano es su increíble fortuna que resulta cómica por lo superlativo de la misma. Al contrario de la mayoría de los personajes de la escuela Bruguera, cuya comicidad se basaba en la frustración, Feliciano es un personaje al que todo le sale bien: Constantemente recibe premios de sorteos, si paseando por el campo empieza a sentirse cansado un rayo golpea un árbol en que se tala una silla y hasta los fideos de su sopa de letras forman la palabra "guapo". 
Con frecuencia, la comicidad de la serie se basa en que algún gamberro o maleante trata de perjudicar a Feliciano, pero invariablemente estos acaban sufriendo todo tipo de infortunios, a menudo sin que Feliciano llegue siquiera a enterarse de su existencia. Uno de los "malvados" habituales de sus aventuras es el propio autor, Vázquez, que siempre trata de estafar a Feliciano con resultados nefastos para él. Por ejemplo en una historieta le vende un terreno supuestamente sin valor, pero Feliciano excavando encuentra allí la Atlántida para la rabia y frustración de Vázquez.
Los bancos, presentados de forma burlesca y siempre solícita, son también un elemento recurrente de la serie. Feliciano encuentra billetes y tesoros con tanta frecuencia que los bancos abren sucursales allá donde va.  

### Aspecto
Feliciano tiene un aspecto muy similar a otro personaje del autor, Anacleto. En su aparición inicial en 1966, Vázquez le dotó de un bigotillo para diferenciarlos y apariencia despistada. Cuando retomó al personaje en 1969 le quitó el bigote, le colocó un sombrero de paja (tal vez influencia de Maurice Chevalier) y le dio una expresión de mayor seguridad.
Feliciano está siempre fumando un cigarro.

## Estilo
Según el crítico Jordi Canyinssà, Feliciano muestra el viraje de la obra de Vázquez hacia el humor absurdo y la economía expresiva.

## Recepción
La trayectoria del personaje fue, al igual que la de la revista que lo acogió, bastante corta. Sin embargo, Vázquez sintió un especial aprecio por él, ya que en una entrevista realizada en 1993 en la revista Amaníaco tras hablar mal de varios personajes creados en la época de Bruguera, al preguntársele por Feliciano responde: "Ese era bueno".